# Abdennour Boukhaoua
Abdennour Boukhaoua – algierski zapaśnik walczący w obu stylach. Srebrny i brązowy medalista igrzysk afrykańskich w 1991. Siódmy na igrzyskach śródziemnomorskich w 1991. Zdobył trzy medale na mistrzostwach Afryki w latach 1989 – 1992 roku.